# Sylvie Becaert
Sylvie Becaert (ur. 6 września 1975 w Lille) – francuska biathlonistka, dwukrotna medalistka olimpijska i pięciokrotna medalistka mistrzostw świata.

## Kariera
W Pucharze Świata zadebiutowała 12 marca 1999 roku w Oslo, zajmując 38. miejsce w sprincie. Pierwsze punkty (w sezonach 1984/1985-1999/2000 punktowało 25. najlepszych zawodniczek) wywalczyła 22 stycznia 2000 roku w Anterselvie, gdzie zajęła 18. miejsce w biegu pościgowym. Pierwszy raz na podium zawodów pucharowych stanęła 5 grudnia 2002 roku w Östersund, gdzie sprint ukończyła na drugiej pozycji. W zawodach tych rozdzieliła dwie Rosjanki: Olgę Zajcewą i Olgę Miedwiedcewą. W kolejnych startach jeszcze 5 razy stanęła na podium: 8 stycznia 2003 roku w Oberhofie była druga w sprincie, 12 stycznia 2003 w tej samej miejscowości była trzecia w biegu masowym, 25 stycznia 2003 roku w Anterselvie była druga w biegu masowym, 15 marca 2003 roku w Chanty-Mansyjsku wygrała sprint, a 19 marca 2009 w Trondheim w tej samej konkurencji była trzecia. Najlepsze wyniki osiągnęła w sezonie 2002/2003, kiedy zajęła trzecie miejsce w klasyfikacji generalnej, za Niemką Martiną Glagow i Rosjanką Albiną Achatową. W tym samym sezonie była też najlepsza w klasyfikacji sprintu oraz trzecia w klasyfikacjach biegu masowego i pościgowego.
Podczas mistrzostw świata w Chanty-Mansyjsku w 2003 roku, wywalczyła złoty medal w sprincie, zostając drugą w historii francuską mistrzynią świata w tej konkurencji. Wyprzedziła tam Ołenę Petrową z Ukrainy i Czeszkę Kateřinę Holubcovą. Na rozgrywanych cztery lata później mistrzostwach świata w Anterselvie wspólnie z Florence Baverel-Robert, Delphyne Peretto i Sandrine Bailly zdobyła srebrny medal w sztafecie. W tym samym składzie Francuzki wywalczyły też brązowy medal na rozgrywanych rok później mistrzostwach świata w Östersund. Ostatnie medale w zawodach tego cyklu zdobyła podczas mistrzostw świata w Pjongczangu w 2009 roku. Najpierw francuska sztafeta mieszana w składzie: Marie-Laure Brunet, Sylvie Becaert, Vincent Defrasne i Simon Fourcade zdobyła złoty medal. Dwa dni później razem z Brunet, Bailly i Marie Dorin zajęła trzecie miejsce w sztafecie kobiet.
W 2002 roku wystartowała na igrzyskach olimpijskich w Salt Lake City, zajmując 16. miejsce w biegu indywidualnym. Na rozgrywanych cztery lata później igrzyskach w Turynie razem z Peretto, Baverel-Robert i Bailly była trzecia w sztafecie. Zajęła też między innymi 24. miejsce w biegu indywidualnym i 26. w biegu masowym. Brała również udział w igrzyskach olimpijskich w Vancouver, gdzie wspólnie z Brunet, Dorin Habert i Bailly zdobyła srebrny medal w sztafecie. Zajęła tam ponadto 30. miejsce w biegu indywidualnym oraz 30. w sprincie i biegu pościgowym.
Obecnie mieszka w Annecy.
Jej mężem jest włoski biathlonista Rene Laurent Vuillermoz, z którym ma córkę Emilie (ur. 2010). Stadiom biatlhonowy w Annecy został nazwany jej imieniem.

## Osiągnięcia

### Igrzyska olimpijskie
| Rok  | Miejscowość    | Konkurencje | Konkurencje | Konkurencje | Konkurencje | Konkurencje | Konkurencje | Konkurencje |
| Rok  | Miejscowość    | IN          | SP          | PU          | MS          | RL          | MR          | SR          |
| ---- | -------------- | ----------- | ----------- | ----------- | ----------- | ----------- | ----------- | ----------- |
| 2002 | Salt Lake City | 16.         | –           | –           | nd.         | –           | nd.         | –           |
| 2006 | Turyn          | 24.         | 30.         | 34.         | 26.         | 3.          | nd.         | –           |
| 2010 | Vancouver      | 30.         | 29.         | 29.         | –           | 2.          | nd.         | –           |

### Mistrzostwa świata
| Rok  | Miejscowość     | Konkurencje | Konkurencje | Konkurencje | Konkurencje | Konkurencje | Konkurencje | Konkurencje |
| Rok  | Miejscowość     | IN          | SP          | PU          | MS          | RL          | MR          | SR          |
| ---- | --------------- | ----------- | ----------- | ----------- | ----------- | ----------- | ----------- | ----------- |
| 2001 | Pokljuka        | –           | 62.         | –           | –           | –           | nd.         | –           |
| 2002 | Oslo            | nd.         | nd.         | nd.         | 9.          | nd.         | nd.         | –           |
| 2003 | Chanty-Mansyjsk | 26.         | 1.          | 5.          | 8.          | 5.          | nd.         | –           |
| 2004 | Oberhof         | 5.          | 18.         | 14.         | 8.          | 5.          | nd.         | –           |
| 2006 | Pokljuka        | nd.         | nd.         | nd.         | nd.         | nd.         | 11.         | –           |
| 2007 | Anterselva      | 49.         | 26.         | 31.         | –           | 2.          | –           | –           |
| 2008 | Östersund       | 48.         | 50.         | DNS         | –           | 3.          | –           | –           |
| 2009 | Pjongczang      | 22.         | 48.         | 37.         | –           | 3.          | 1.          | –           |

### Puchar Świata

#### Miejsca w klasyfikacji generalnej
| Sezon     | Miejsce |
| --------- | ------- |
| 1998/1999 | -       |
| 1999/2000 | 66.     |
| 2000/2001 | 37.     |
| 2001/2002 | 30.     |
| 2002/2003 | 3.      |
| 2003/2004 | 31.     |
| 2004/2005 | -       |
| 2005/2006 | 29.     |
| 2006/2007 | 29.     |
| 2007/2008 | 23.     |
| 2008/2009 | 26.     |
| 2009/2010 | 24.     |

#### Miejsca na podium chronologicznie
| Lp. | Dzień       | Rok  | Miejscowość     | Konkurencja            | Lokata | Pudła   | Czas biegu | Strata | Zwycięzca          |
| --- | ----------- | ---- | --------------- | ---------------------- | ------ | ------- | ---------- | ------ | ------------------ |
| 1.  | 5 grudnia   | 2002 | Östersund       | Sprint na 7,5 km       | 2.     | 0+0     | 23:45,7    | +1,8   | Olga Zajcewa       |
| 2.  | 8 stycznia  | 2003 | Oberhof         | Sprint na 7,5 km       | 2.     | 1+1     | 23:48,0    | +21,8  | Ekaterina Dafowska |
| 3.  | 12 stycznia | 2003 | Oberhof         | Bieg masowy na 12,5 km | 3.     | 1+0+1+0 | 41:19,6    | +5,0   | Uschi Disl         |
| 4.  | 25 stycznia | 2003 | Anterselva      | Bieg masowy na 12,5 km | 2.     | 1+1+0+1 | 36:58,0    | +15,2  | Albina Achatowa    |
| 5.  | 15 marca    | 2003 | Chanty-Mansyjsk | Sprint na 7,5 km       | 1.     | 0+1     | 23:46,3    | –      | –                  |
| 6.  | 19 marca    | 2009 | Trondheim       | Sprint na 7,5 km       | 3.     | 0+1     | 23:08,0    | +11,1  | Olga Zajcewa       |

### Skuteczność strzelania
| Sezon | Ze stania | Z leżenia | Ogólnie |
| 99/00 | 77%       | 77%       | 77%     |
| 00/01 | 75%       | 84%       | 79%     |
| 01/02 | 77%       | 84%       | 80%     |
| 02/03 | 74%       | 88%       | 81%     |
| 03/04 | 71%       | 89%       | 80%     |